# 斯基賓齊 (捷季耶夫區)
49°26′2″N 29°43′40″E / 49.43389°N 29.72778°E
斯基賓齊（烏克蘭語：Скибинці）是位於烏克蘭北部的村莊，由基辅州白采爾克瓦區的泰蒂伊夫市鎮負責管轄。該村始建於1500年，面積3.3平方公里，海拔高度200米，2001年該城鎮人口754。